# Dictyospermum

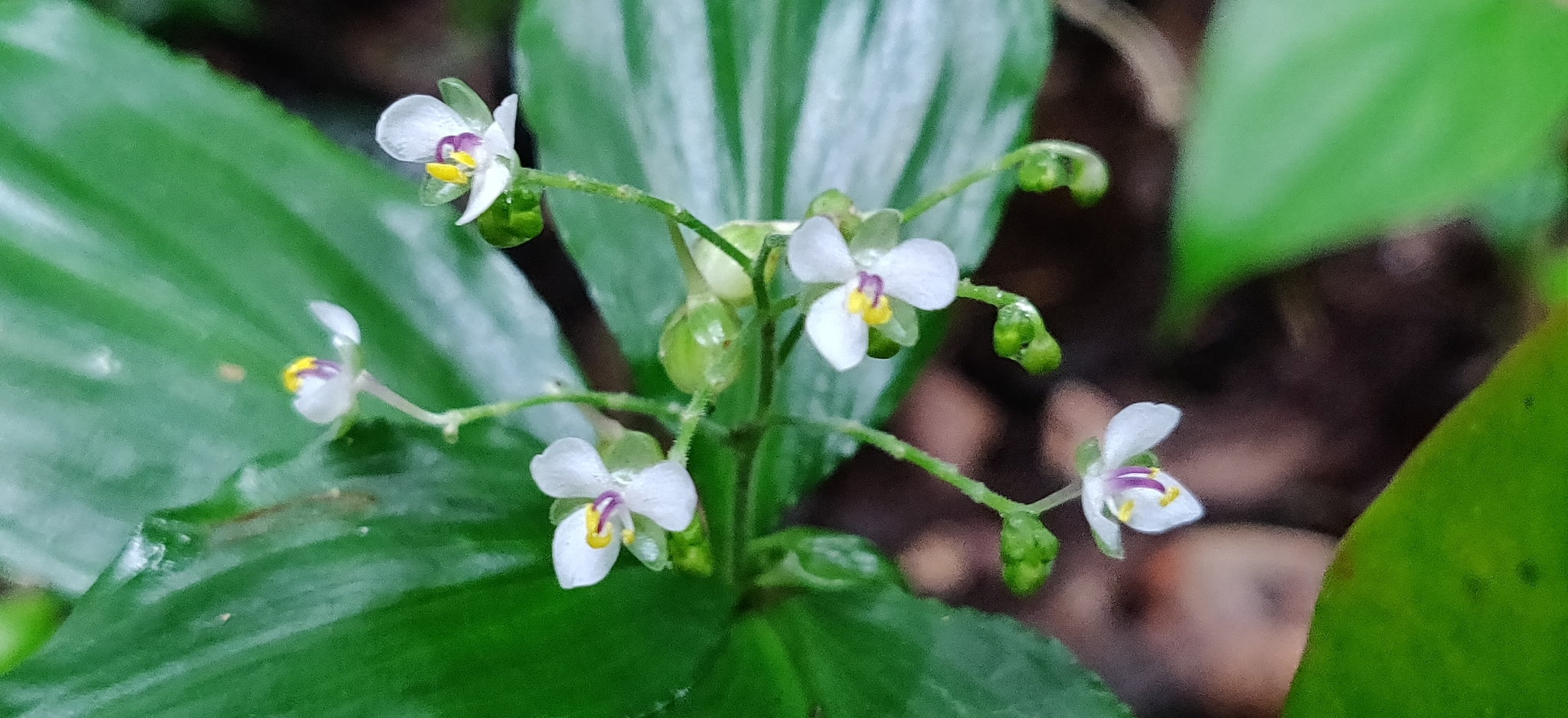
Dictyospermum ovalifolium

Dictyospermum Wight – rodzaj roślin z rodziny komelinowatych. Obejmuje pięć gatunków występujących w Azji i Melanezji, na obszarze od Indii do Nowej Gwinei.
Nazwa naukowa rodzaju pochodzi od greckich słów δίκτυο (diktio – sieć) i σπέρμα (sperma – nasiono), odnosząc się do siatkowatego szwu w nasionach tych roślin. 

## Morfologia
PokrójWieloletnie rośliny zielne o pędach wzniesionych lub wznoszących się.
LiścieUlistnienie naprzemianległe, zasadniczo skupione wierzchołkowo na łodydze.
KwiatyWyrastające licznie w długich dwurzędkach, zebranych w tyrs. Okwiat promienisty, opisywany też jako nieco grzbiecisty. Trzy listki zewnętrznego okółka wolne, łódkowate. Trzy listki wewnętrznego okółka wolne, białe. Trzy płodne pręciki równej wielkości, o nitkach nagich i pylnikach pękających wzdłużnie. Do dwóch lub trzech jałowych prątniczków o główkach dwuklapowanych, rozbieżnych. Zalążnia trójkomorowa, z jednym zalążkiem w każdej komorze.
OwoceKulistawe, trójgraniaste torebki. Nasiona podługowate.

## Genetyka
Liczba chromosomów 2n wynosi 28.

## Systematyka
Pozycja systematycznaRodzaj z plemienia Commelineae podrodziny Commelinoideae w rodzinie komelinowatych (Commelinaceae).
Wykaz gatunków
- Dictyospermum conspicuum (Blume) J.K.Morton
- Dictyospermum humile Warb.) J.K.Morton
- Dictyospermum montanum Wight
- Dictyospermum ovalifolium Wight
- Dictyospermum ovatum Hassk.